# 莫宣卿状元墓
莫宣卿状元墓，位于中国广东省肇庆市封开县河儿口镇锣鼓岗，为封开县的一个县级文物保护单位，类型为古墓葬，公布时间为1993年5月10日。
莫宣卿状元墓的历史年代为唐代。